# Février 1797

## Événements
- 2 février : capitulation de l'Autriche à Mantoue[1].

- 4 février :
  - Un tremblement de terre fait 41 000 victimes à Quito[2].
  - France : le Directoire décide le retour à la monnaie métallique.
  - Bataille de Faenza.

- 7 février, France : suppression des mandats territoriaux.
  - Le stock métallique, évalué à 2,5 milliards de francs en 1789, n'est plus que de 300 millions. La déflation, baisse des prix par raréfaction des signes monétaires, est aussi violente que l'inflation. Ramel-Nogaret, aux Finances, anime une politique de stabilisation. La guerre lui procure des contributions importantes qui permettent de rééquilibrer le budget : Bonaparte envoie 51 millions et Hoche 10 millions (mars).

- 13 février, Empire russe : jacquerie dans le gouvernement d’Orel, réprimée par Repnine. Les troubles se poursuivent dans les provinces de Toula et de Kalouga[3] (278 révoltes au cours du règne de Paul Ier de Russie).

- 14 février : victoire navale britannique à la bataille du cap Saint-Vincent[4].

- 16 février (5 février du calendrier julien) : Paul Ier confirme le décret de Catherine II de Russie ordonnant la fermeture de toutes les imprimeries non autorisées par le gouvernement et l’établissement de bureaux de censure laïc et ecclésiastiques[3].

- 18 février : la Grande-Bretagne s'empare de l'île espagnole de Trinité[4].

- 19 février : traité de Tolentino[1] ; le pape abandonne les Légations occupées par les troupes françaises à la République cispadane.

- 20 février, France : procès de Babeuf et de Darthé, qui sont condamnés à mort le 25 mai.

- 22 février : bataille de Fishguard. D'après un plan du général français Lazare Hoche, William Tate un colonel et un aventurier américain au service de la France débarquent sur les cotes anglaises pour envahir le Royaume de Grande-Bretagne avec quatre navires, une bande de mercenaires et des patriotes déserteurs, composés de français, d'espagnols, et d’irlandais.

## Naissances
- Février : Joseph-Alphonse Adhémar (mort en 1862), mathématicien français.
- 5 février : Jean-Marie Duhamel (mort en 1872), mathématicien et physicien français.
- 13 février : Léonard Victor Charner, amiral de France. († 7 février 1869).

## Décès
- 23 février : Louis Joseph Charlier homme politique français.